# NHK歌謡コンサート
『NHK歌謡コンサート』（エヌエイチケイかようコンサート）は、NHKで1993年4月17日から2016年3月15日まで23年間・948回に渡り放送された生の公開放送形式の音楽番組（字幕放送）。通称歌コン（うたこん。2006年4月に新設された公式サイト・公式ブログにも使われていた）。

## 内容
NHK歌謡コンサートの第1回放送は1993年4月17日放送スタート。主にサラリーマンや中高年層を対象として制作された番組であったため、大半が演歌や歌謡曲で構成されるが、それ以外の分野の歌手が出演することもあった。また、演歌・歌謡曲の歌手に関しても、演歌ファン以外に知名度があるとはいえない新人・若手歌手を顔見せの意味合いで積極的に出演させたり、テレビ出演が少ない歌手 を出演させたほか、当日出演する歌手や曲にまつわる著名人をゲストに招くことがあったなど、マンネリ化を防ぐ試みは常になされた。
放送回ごとにテーマを設定し、それに見合った曲や歌手、ゲストで構成された。ただし、出演歌手が最新曲を披露する場合においてはこの限りではない。テーマによってはオープニングやエンディングで全出演歌手による歌唱が披露されることもあった。宮本隆治が司会に就いた頃に「火曜の夜は、歌謡コンサート!」というキャッチコピーが設定された。
阿部渉が司会に就いた頃に「火曜8時は歌謡曲!」というキャッチコピーが設定されたが、小田切千に司会が変わった際には「火曜の夜は名曲三昧!」へと変更になった。これは演歌・歌謡界に長らく新スター歌手が台頭してこないことに起因しており、番組の構成上、2000年代後半頃より懐メロの要素が積極的に取り入れられたことからでも、窺い知れる。さらに高山哲哉が司会に就いてからは「あなたの心に名曲を」に変更された。
出演歌手は放送時間内に1曲を披露することが基本線とされたが、当該のテーマや歌手によっては、2曲以上披露する場合もあった。その場合、1曲目に自身の過去のヒット曲、もしくは他の歌手の代表曲や名曲を、2曲目に自身の最新曲を披露することが基本的であった。
トリは基本的に出演者の中で最も実績を収めてきた、いわゆる重鎮歌手が務め、自身の最新曲を披露する場合がほとんどであった。

## 番組の終焉とその後
2015年1月20日の放送で900回を達成したが、NHK全体の編成見直しにより2016年3月15日の放送を最後に放送終了。23年間・948回の歴史に幕を閉じた。最終回はNHK大阪ホールから生放送で行われ、過去の名場面や歌で構成。最後は細川たかしによる『浪花節だよ人生は』の生歌唱で締め括られ、歌い終わるとステージのキャノン砲から紙テープが発射されて大団円となった。
現在の後継番組は通称から名前を採っている『うたコン』（『歌コン』ではない）で、放送時間も19:30 - 20:15に繰り上げられ、月1回程度は20:43まで延長放送を行うこともある。なお、同番組は若者向け音楽番組として2007年4月7日 - 2016年4月3日まで放送された『MUSIC JAPAN』と統合した総合音楽番組として装いも新たに生まれ変わった。

## 放送形式

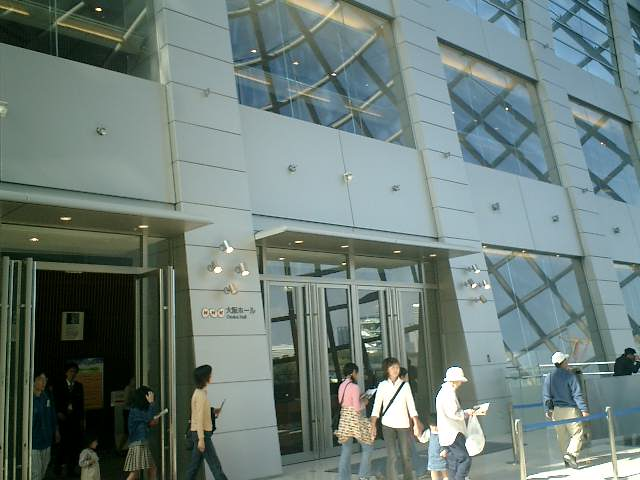
2014年4月より毎月第4週に生放送が行われたNHK大阪ホール（最終回もここで行われた）

NHKホールからの公開生放送を基本としたが、公開収録をする場合も稀にあった。また、年に数回程度は、地方からの生放送を行うほか、2014年4月22日より原則毎月第4週はNHK大阪ホールからの生放送を実施した。ちなみに、番組開始当初（1993年4月 - 1994年3月）は土曜20:00 - 20:45に放送されており、NHKホールからの公開収録であった。
1993年4月の番組開始当初からハイビジョン映像で制作された。2010年3月30日放送分からはアナログ放送およびNHKワールド・プレミアムにて16:9レターボックス放送を開始した。
放送中に重大な事件や事故が発生した時は、途中で放送は中断されるが、放送は収録の形でそのまま続けられ、後日、改めて放送される（撮って出し）。2007年4月17日に発生した長崎市長射殺事件発生の際も、この措置がとられた。2012年6月19日放送予定分も台風4号関連を中心に『NHKニュース7』を20:43まで延長して放送した関係で休止となったが、公開放送そのものは撮って出し収録として予定通り行われ、6月24日（日曜日）の13:05〜13:48に収録放送された（NHKワールド・プレミアムも同時刻）。午後（昼間）の時間帯で本番組が放送されるのはアナログ・デジタル両放送を並行して行っていた時期に2005年12月までデジタル放送単独で再放送を行なった時以来約6年半ぶりとなる。さらに2012年12月4日に第46回衆議院議員総選挙が公示された際、それに伴う『NHKニュース7』放送延長を行ったことから、当日放送予定であった当番組は翌週11日に、さらに11日放送予定分（当日に収録していた2012年最終放送）は12月16日（日曜日）に、それぞれ放送を順延した。
2011年3月15日と29日は、同年3月11日に発生した東北地方太平洋沖地震（東日本大震災）と、それに伴う報道体制（『NHKニュース7』・『クローズアップ現代』の放送時間拡大）の影響を受けて公開生放送そのものを中止した。
地上デジタル放送、BSデジタル放送では5.1サラウンド放送を実施していた。当初はNHKホール以外からの公開放送では設備・機材の関係上5.1サラウンド放送を実施しないことがあり、この場合のデジタル放送はBモードステレオ放送となっていた。2008年9月9日のNHK大阪ホールからの放送時以降、地方での公開放送でも5.1サラウンドを実施するようになってきていたが、2010年8月31日放送分のパルテノン多摩からの生放送では設備・機材の関係上5.1サラウンド放送は実施しなかった。なお5.1サラウンド放送は2013年9月24日放送分をもって終了。同年10月1日放送分以降は2chステレオ放送となった。ちなみに5.1サラウンド放送が実施されていた頃でも外からの中継では2chステレオ音声となっていた。

## 企画
- 5月または6月には美空ひばりの持ち歌を、11月には古賀政男が作曲した歌を、それぞれ特集して放送されることが恒例化した。それぞれの生誕月であり、美空の場合は命日にも該当する。
- 3月末と8月末（繰り上がることがあった）には、過去に放送された名場面を集めて放送することが恒例化していたが、2006年および2008年以降は放送されていない。視聴者からリクエストを募った時期もあった。なお、番組の名場面集については、スタジオで事前収録を済ませた後に放送するという形がとられた。
- 年末（12月28日前後）には過去に放送された『紅白歌合戦』の名場面を放送していた時期もあったが、2000年後半より紅白関連の番組は本番組からは切り離されて放送された。
- 2008年あたりからは、竹島宏・北川大介・山内惠介の男性歌手3人を“イケメン3”（いけめんすりー）として番組限定でユニット化し、随時、三人による歌を放送した。単発で企画したところ反響が大きかったために現在も継続され、シングルCDをリリースするまでに至った。
- 2013年5月14日より「きみまろ瓦版」と称する綾小路きみまろが漫談を交えて曲の紹介を行う企画が不定期で行われた。
- 2015年2月10日より「手紙で綴る愛の名曲選」と称する大竹しのぶが古今東西の有名無名を問わない手紙の一小説を朗読した後、その流れで歌手が歌う企画が不定期で行われた。

## 備考
- 全都道府県で視聴できる地上波の演歌・歌謡系音楽番組は、本番組以外に存在していない[注釈 6]。
- 2007年2月20日放送では当初森進一が「花と蝶」を披露する予定だったが、おふくろさん騒動の発生により曲目を「女のためいき」に変更した[2][3]。
- NHKが2006年に公開した「ジャンル別番組制作費」によると、同番組の制作費は一本につき2340万円に上る。
- 『NHKニュースおはよう日本』などでの番組宣伝の際には、過去の番組のエンディング映像が使われるが、基本的にデフォーカス処理がされた。
- 2014年9月16日放送分のオープニングより当該回のテーマに加えて番組の放送回数の記述が行われた。

## 歴代の司会者
- 堺正章・東ちづる（1993年4月 - 1995年3月）
- 宮本隆治（1995年4月 - 2002年3月）
- 阿部渉（2002年4月 - 2006年3月）
- 小田切千（2006年4月 - 2013年3月）
- 高山哲哉（2013年4月 - 2016年3月）

堺・東以外はNHKの局アナが担当した。堺と東が司会を任されたことで、NHKの演歌・懐メロ系番組で、NHKの局アナ以外の人物が司会を務めたのは『花のステージ』終了（1980年4月）以来13年ぶりだったが、わずか2年でNHKの局アナに交代してしまった。堺は本番組開始前より『歌謡チャリティーコンサート』の司会、1993年は並行して東とのコンビで務めた。なお堺は第900回放送分にもゲスト出演し、番組では第1回当時の映像が放送された。
東と小田切以外の歴代司会者は、『NHK紅白歌合戦』の司会を経験したほか、NHKの局アナ4人に関しては、何らかの形でNHKの他の音楽バラエティ番組に関わったことがあった。

## 演奏
- 三原綱木とザ・ニューブリード／東京放送管弦楽団
  - 指揮：三原綱木。2007年8月28日および2012年12月16日（日曜日・同年12月4日の『NHKニュース7』の時間枠拡大に伴い収録に変更）の放送では指揮のほか歌手（ジャッキー吉川とブルーコメッツのメンバー）としても登場。2011年7月12日の放送では「つなき&みどり」として、元妻の田代みどりと登場した。2012年2月7日放送の歌コン最前線のコーナーでは「あとの祭りだョ」をソロで披露した。

## 音楽・編曲
- 宮川泰
- たかしまあきひこ
- 藤野浩一

他

## 作・構成
- 塚田茂
- 玉井貴代志
- 野中浩之
- 井上知幸
- 山内浩嗣

他

## コーナー
これまでに本番組では様々なコーナーが設定された（なお、正式名称のないものはカッコ囲みで表示）。
（羽田健太郎のコーナー）
死亡や引退などにより、既にオリジナルアーティストでは生で聴くことができなくなった曲を、羽田健太郎の編曲とピアノ演奏、そして現役歌手の歌唱で甦らせようとしたコーナーであり、番組開始当初に行われていた。しかし、当時羽田の都合や体調が思わしくなかったこともあり、ほとんど放送されることはなく、結局現行の火曜20時台に放送時間帯が移動した際に廃止された。なお、羽田は、放送時間帯移動後も2004年まで何度かゲスト出演してはいる。
二週にわたって若手歌手を応援するコーナー
氷川きよしがデビューし、台頭してきた頃に行われていた。その名の通り二週にわたり有望な演歌・歌謡界の新人歌手や若手歌手を取り上げると云う企画であった。その上に、年に数回はそのコーナーの拡大版として「輝け!歌の新星たち」と題された企画も行われていた。しかし、演歌・歌謡界では氷川きよしに続く有望な新人や若手が一向に育ってこないため、やむを得ずフォークデュオのO'sやタレントの小野真弓が出演したこともあった。2006年3月をもって廃止、「歌コン金メダル」に受け継がれた。
時代の歌 こころの歌
2006年4月4日放送分より開始。いわゆる懐かしの名曲を可能な限りオリジナル歌手で再現し、その曲がヒットした時代背景と共にエピソードトークを交えて取り上げるというものだった。その性格上、放送回のテーマとは直接関係のない選曲をされることがほとんどだった。なお、2011年4月26日から2013年2月26日までの毎月最終週（12月は除く）の放送に関しては、トークとリクエストを行う歌手以外の人物も呼んでいたが、これはオリジナル歌手が既に亡くなっている場合における別の対応の意味合いがあり、この時は他の出演歌手が代わりに歌う形を採った。2013年3月19日をもって廃止、「蔵出し名曲秘話」に受け継がれた。
歌コン金メダル
2006年4月4日放送分より開始。『ポップジャム』の後期に放送されていたコーナー「ブレイクレーダー」を移設した上で、演歌や歌謡曲の歌手に合わせてアレンジしたコーナーだった。これにより、新人歌手や若手歌手だけでなく、苦労しても芽が出ないベテラン歌手も出演できるようになった。しかし、後述の「歌コン最前線」と入れ替わる形で廃止された。
歌コン最前線
2006年9月5日放送分より開始。新譜の中でも特に話題が集まった曲を選び、そのエピソードを交えて紹介するコーナーだった。後述の「今あなたに届けたい」にリニューアルされる形で2013年3月19日をもって廃止された。
あしたの笑顔に
東北地方太平洋沖地震（東日本大震災）発生後、番組を再開した2011年4月5日放送分より不定期で開始。被災者へのエールの意味を込めたメッセージ性のある曲を紹介し、出演歌手が披露するコーナーだった。先述の｢歌コン最前線｣に吸収された上で、後述の「今あなたに届けたい」にリニューアルされる形で2013年3月19日を以って廃止された。
蔵出し名曲秘話
2013年4月2日放送分より開始。上述の「時代の歌 こころの歌」同様懐かしの名曲をリリース当時のレコードジャケットや写真を出しつつ、エピソードトークを交えて披露するコーナーだった。2013年12月10日を以って廃止された。
今あなたに届けたい
2013年4月2日放送分より開始。上述の「歌コン最前線」「あしたの笑顔に」を統合したものだった。2015年6月時点では設定されていない。
チャレンジ この一曲!
2013年4月2日放送分より開始。若手（演歌）歌手によるコーナーで出演者は月ごとに交代する。コンセプトは先述の羽田健太郎のコーナーとほぼ同じ。2013年7月30日放送分を最後に行われなくなり、そのまま自然消滅（事実上廃止）した。
教えてください! あなたはどっち?
2014年3月25日放送分より開始。当該回のテーマに関する二者択一のアンケートを会場の観客に向けて行い、観客は表と裏で紅と白に塗り分けられたボードを『NHK紅白歌合戦』の最終審査よろしく色で示すコーナー。稀にその結果を踏まえて司会者が一部の観客の所へ出向き詳しく話を伺う事もあったが、2014年7月29日放送分を最後に行われなくなり、そのまま自然消滅（事実上廃止）した。

## あの日あの歌〜放送80周年コンサート〜
もっと身近に もっと世界へ NHK80のグランドフィナーレとして2005年3月22日の21:15から21:58（JST）まで放送された。青木光一、キム・ヨンジャ、島倉千代子、菅原都々子、田端義夫、天童よしみ、船村徹（中継で出演）、由紀さおり・安田祥子が、ラジオ放送から流れた名曲を熱唱した。

## 放送時間
時刻は日本標準時
- 総合テレビ、NHKワールド・プレミアム（生放送）：火曜20:00 - 20:43

ただし、番組開始から1994年3月までは土曜20:00 - 20:45で、公開録画放送だった。またデジタル放送では土曜日14:00 - 14:43に再放送があったが2005年12月で終了した。2012年7月17日放送の800回目は30分拡大して19:30-20:43に放送された。
NHKワールド・プレミアムでは水曜11:05 - 11:48にも再放送を行った。
衛星ハイビジョンは2006年いっぱい。衛星第2テレビは難視聴対策放送の終了に伴い、2011年3月で放送終了。なお、スターカラオケでは過去に放送されたものを随時放送された。
2012年5月から歌謡ポップスチャンネルにて再放送中。

## 関連商品
関連商品に、CD全集『NHK歌謡コンサート〜熱唱! 華麗なる歌舞台〜』が存在する。これは、放送15周年を機に、NHKサービスセンターから発売されたもので、日本直販などの通信販売で販売された通販CDである。番組内で主に歌われる曲が7枚組のCDにまとめられた。また、2代目の司会者である宮本がナレーターを務めた。